# Tioti Maati Toafa
Tioti Maati Toafa (18 november 1983) is een Tuvaluaans voetballer die uitkomt voor Lakena United.
In 2008 deed Felo met het Tuvaluaans zaalvoetbalteam mee, bij de Oceanian Futsal Championship 2008.
In 2007 was Tioti teammanager van het nationale Badminton team in Singapore. In hetzelfde jaar deed hij met het nationale Rugby team mee aan de Pacific Games.
Hij is zoon van Maatia Toafa oud minister-president van Tuvalu.